# Carlos Torres Avilés
Carlos Alberto Torres Avilés (Orotina; 20 de abril de 1958) es un exfutbolista costarricense que jugaba como delantero.

## Selección nacional
Jugó con la selección de Costa Rica cinco partidos en la clasificación para el Campeonato Concacaf de 1981.

### Participaciones en clasificatorias
| Clasif.              | Sede   | Resultado | Part. | Goles |
| -------------------- | ------ | --------- | ----- | ----- |
| Clasif. Mundial 1982 | Varias | Eliminado | 5     | 0     |

## Clubes
| Club              | País       | Año       |
| ----------------- | ---------- | --------- |
| L. D. Alajuelense | Costa Rica | 1977-1983 |
| C. S. Herediano   | Costa Rica | 1983-1984 |
| A. D. Ramonense   | Costa Rica | 1984      |

## Palmarés

### Títulos nacionales
| Título           | Equipo      | País       | Año  |
| ---------------- | ----------- | ---------- | ---- |
| Torneo de Copa   | Alajuelense | Costa Rica | 1977 |
| Primera División | Alajuelense | Costa Rica | 1980 |

### Distinciones individuales
| Distinción                                           | Año  |
| ---------------------------------------------------- | ---- |
| Máximo goleador de la Primera División de Costa Rica | 1980 |